# ASTAC

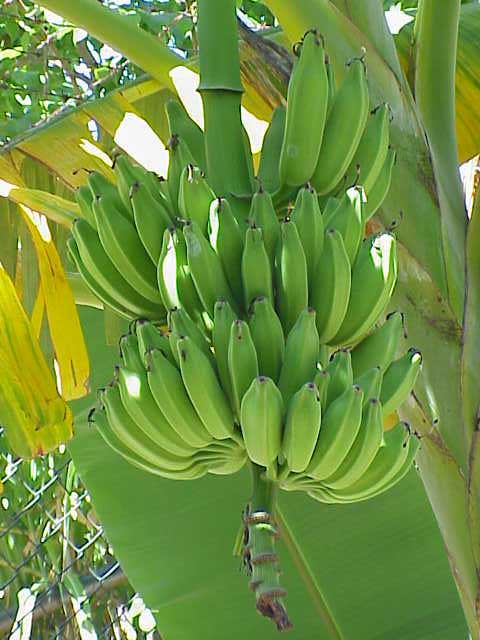
Bananestaude. Nach Öl und Gas sind die Früchte das zweitwichtigste Exportgut Ecuadors.

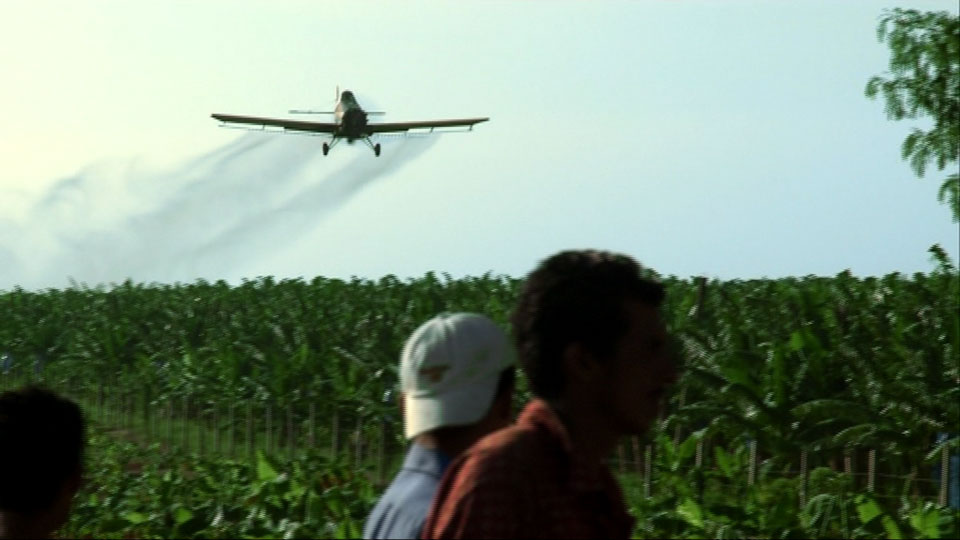
Flugzeug versprüht Pflanzenschutzmittel über eine Bananenfarm in Nicaragua

Die Asociación Sindical de Trabajadores Bananeros Agrícolas y Campesinos (ASTAC) ist die ecuadorianische Gewerkschaft der Plantagenarbeiter.

## Hintergrund
Früchte sind nach Öl und Gas das zweitwichtigste Exportgut Ecuadors. Auf den Plantagen arbeiten viele Menschen, die Bedingungen dort sind häufig prekär. Laut der Gewerkschaft gibt es keinen Urlaubsanspruch. Frauen verdienen weniger als männliche Kollegen, obwohl sie genauso viel und hart arbeiten. Das Einkommen sei zu niedrig, um ein menschenwürdiges Leben zu führen. Viele Arbeiter verdienen laut Gewerkschaft weniger als das in Ecuador vorgeschriebene Mindesteinkommen von 366 US-Dollar (knapp 330 €).
Der Umgang mit Pflanzenschutzmitteln ist lax und führte in der Vergangenheit immer wieder zu Gesundheitsschäden der Arbeiter. Laut Gewerkschafter Acosta (s. u.) gibt es eine Vorschrift, dass die Plantagen mindestens zwölf Stunden nach Einsatz von Pestiziden nicht betreten werden dürfen. Daran würde sich aber nicht gehalten und die Arbeit werde teilweise unter den aktiven Flugzeugen fortgesetzt. Dies führe zu vielen Krebs- und Parkinsonerkrankungen; viele Kinder seien behindert.

## Geschichte
ASTAC wurde 2014 von dem ehemaligen Fungizid-Piloten Jorge Acosta gegründet. Acosta war Pilot beim Militär, dann bei einer Fluggesellschaft und arbeitete dann als Pilot zum Ausbringen von Pflanzenschutzmitteln über den Plantagen von Ecuador. Während zu Beginn seines Engagements noch Öl gespritzt wurde, wurden im Laufe der Zeit immer aggressivere Pestizide eingesetzt. Acosta bekam Gesundheitsprobleme und ab 2008 beklagten sich auch immer mehr Arbeiter in den Plantagen über solche. Daraufhin stellte Jorge Acosta zusammen mit Kollegen eigene Nachforschungen an und fand heraus, dass die Symptome durch das Pestizid Mancozeb hervorgerufen wurden. Der Hersteller machte keine Angaben zu Gesundheitsgefahren des Giftes. Acosta strengte in den USA eine Klage gegen den Hersteller an, der die Gesundheitsgefahren und damit die Voraussetzung für einen fachgerechten Umgang bis dahin verschwiegen hatte.
Daraufhin meldeten sich viele Plantagen-Arbeiter bei Acosta und berichteten von den schlechten Arbeits-, Sozial- und Gesundheitsbedingungen ihrer täglichen Arbeit. Daraufhin ergriffen Acosta und Kollegen die Initiative zur Gründung einer Gewerkschaft. Durch das ecuadorianische Arbeitsrecht ist eine Gründung nur auf Betriebsebene vorgesehen, was erhebliche Schwierigkeiten für einzelne Gewerkschafter im Betrieb zur Folge haben kann. Mit Unterstützung der belgischen Gewerkschaft FOS wurde die Gewerkschaft ASTAC für den gesamten Bananensektor in Ecuador gegründet.

## KampagneMake Fruit Fair
Oxfam, ASTAC und weitere Organisationen untersuchten die Arbeitsbedingungen auf Ananas- und Bananenplantagen in Ecuador und Costa Rica. 2016 wurden die Ergebnisse in der Studie Süße Früchte, bittere Wahrheiten veröffentlicht.
In dem Bericht werden Farmen erwähnt, die von der The Rainforest Alliance nach den Standards des Netzwerks für nachhaltige Landwirtschaft (SAN) zertifiziert sind. Daraufhin leiteten die Organisationen ein Audit ein.
Die deutsche Handelskette Lidl bezieht Früchte aus den untersuchten Plantagen. Im Juni 2016 trafen sich Mitarbeiter von Oxfam und ASTAC mit Vertretern von Lidl. Sie forderten Lidl auf, zu besseren Arbeitsbedingungen und zur Durchsetzung von Menschenrechten auf den Plantagen ihrer Lieferanten beizutragen. Lidl erklärte, Menschenrechte seien dem Unternehmen wichtig, unterschrieb aber keine konkrete Vereinbarung zum Thema Gewerkschaftsrechte.
Nach erneuten Untersuchungen auf den Plantagen wandte sich ASTAC wiederum an Lidl und schrieb: „Leider müssen wir Sie darüber informieren, dass auch nach einem Jahr auf den Plantagen, von denen Sie Bananen beziehen, die Arbeitsbedingungen schlecht und die Menschenrechtsverletzungen gravierend sind. ... Die Löhne der meisten Arbeiter/innen reichen nicht aus .... Sie sind durch den Einsatz hochgiftiger Pestizide ständig in Gefahr. Arbeiter/innen, die sich unserer Gewerkschafts anschließen wollen...., werden bedroht.“